# Sander Post
Sander Post est un footballeur estonien, né le 10 septembre 1984 à Viljandi en RSS d'Estonie. Il évolue comme attaquant avant de devenir entraîneur.

## Sélection
- Estonie : 10 sélections / 1 but

Sander Post a effectué sa première sa première apparition avec l'Estonie le 2 décembre 2004 en étant titularisé contre la Hongrie lors d'un match amical qui se termine sur une défaite estonienne (0-5).
Post est l'une des victimes de cette défaite, puisqu'il ne reviendra en sélection que cinq années plus tard. On ne le revoit que le 21 mai 2010 en match amical contre la Finlande. Les Estoniens s'imposent (2-0) et Post est l'auteur d'un des buts de son équipe.
Cette fois, Post est installé en sélection, puisqu'il obtient huit autres sélections au cours de l'année 2010.

## Palmarès

### En club
FC Flora Tallinn
- Champion d'Estonie (1) : 2010
- Vainqueur de la Coupe d'Estonie (2) : 2008 et 2013
- Vainqueur de la Supercoupe d'Estonie (1) : 2011

 Aalesunds FK
- Vainqueur de la Coupe de Norvège (1) : 2011

### Individuel
- Meilleur buteur du Championnat d'Estonie en 2010 (24 buts en 17 matchs)